# Verrio Flacco
Marco Verrio Flacco (in latino Marcus Verrius Flaccus; Preneste, 55 a.C. – 20) è stato un grammatico romano.

## Biografia

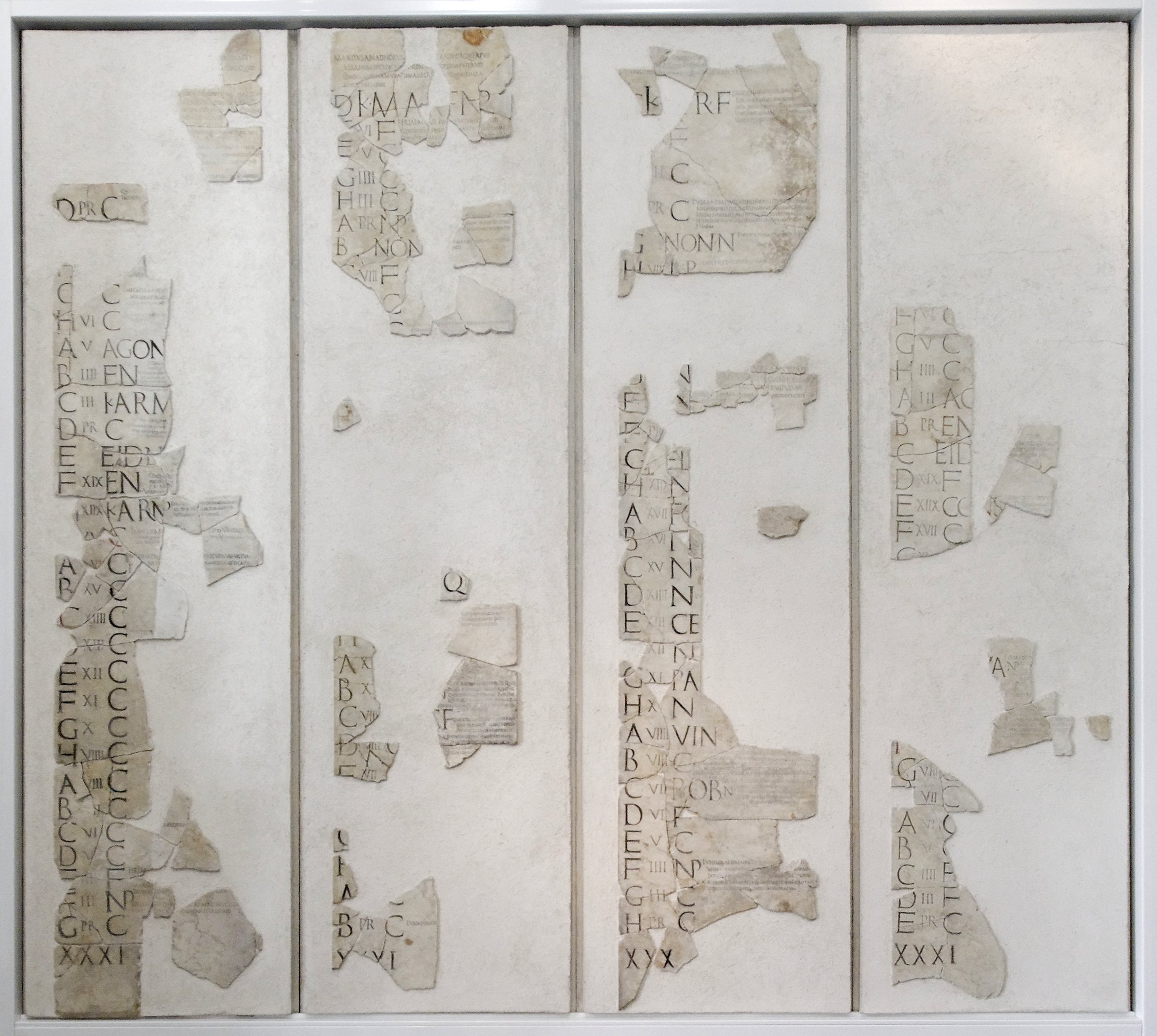
Museo Nazionale Romano, i Fasti Praenestini

Verrio, come altri grammatici, era un liberto, anche se non si conosce il nome del suo patronus. Ignota è anche la sua terra di origine, ma si suppone però che fosse di Preneste: Svetonio, infatti, afferma che, non solo in quella città gli furono tributati onori e gli fu dedicata una statua, ma fu proprio lo stesso Verrio Flacco a riordinare i Fasti praenestini.
Come insegnante, egli introdusse un nuovo sistema educativo. A differenza dei suoi colleghi, che prediligevano un tipo di apprendimento passivo da parte degli studenti, Verrio Flacco ne utilizzava uno basato sulla competizione e la promessa di un premio (di solito un libro di valore) per il vincitore. Questo sistema, per i tempi certo innovativo, gli valse grande fama, tanto che lo stesso Augusto lo scelse come precettore dei suoi figli.

## Opere
Nulla dice Svetonio sulle opere di Verrio Flacco. Soltanto un suo accenno indiretto permette di stabilire che scrisse dei libri sull'ortografia: viene, infatti, ricordato che Scribonio Afrodisio [Verrii Flacci] libris de orthographia rescripsit ("replicò ai libri sull'ortografia di Verrio Flacco").
Comunque, si conoscono i titoli e si possiedono 67 frammenti di altri suoi scritti.
In primo luogo, Res memoria dignae, un'opera antiquaria citata da Aulo Gellio e Plinio il Vecchio, di cui restano 9 frammenti, simili agli Exempla aneddotici di Cornelio Nepote.
Il Saturnus, citato da Macrobio, era un'altra opera antiquaria sui Saturnalia, di cui non possiamo definire, comunque, l'argomento.
Del De obscuris Catonis, di argomento filologico, restano due citazioni in Aulo Gellio
Le Res Etruscae o Disciplinae, infine, testimoniate da due soli frammenti, erano in più libri e riguardavano, da quanto ce ne resta, la storia e le fondazioni etrusche.
Amplissimo era il De verborum significatu, il prodotto più completo ed erudito dell'antica lessicografia latina. Il testo è a noi noto grazie al compendio che ne fece Festo (II secolo) e il successivo compendio di Festo operato da Paolo Diacono (VIII secolo), dai quali è possibile apprendere il carattere e la struttura dell'originaria opera di Verrio Flacco. Si trattava di un "vocabolario" di termini rari e eruditi, ordinati alfabeticamente e corredati di citazioni di autori precedenti utili a capirne contesto e significato.
L'opera più importante era, comunque, costituita dai Fasti Praenestini o Kalendarium, composto da Verrio FIacco per i prenestini, che fu inciso ad opera del municipium su un emiciclo marmoreo nel foro cittadino: ritrovati fra i ruderi di Preneste, furono pubblicati nel 1779 a Roma.